# Brupbacherplatz
Der Brupbacherplatz ist ein Doppelplatz im Westen der Stadt Zürich im Quartier Sihlfeld des Stadtkreises Wiedikon. Eine Platzhälfte ist nach dem Arzt Fritz Brupbacher benannt, die andere nach seiner Frau Paulette Brupbacher. Das Ärztepaar betrieb eine Praxis im Sihlfeld und war politisch aktiv. Die Örtlichkeit wird manchmal auch Getrudplatz genannt.

## Lage
Der Platz liegt etwas südlich der Badenerstrasse auf der Höhe der Wohnsiedlung Lochergut. Er besteht aus zwei dreieckigen Teilen entlang der Sihlfeldstrasse, die sich an einer Ecke berühren. Das nördliche Dreieck wird von der Einmündung der Weststrasse in die Sihlfeldstrasse gebildet. Es liegt an der Stelle, wo früher der Nord-Süd-Verkehr der Westtangente von der Sihlfeld- in die Weststrasse einbog. Das südliche Dreieck wird durch die Getrudstrasse und die Zentralstrasse begrenzt, dieser Teil existierte bereits zur Zeit der Nutzung der Sihlfeldstrasse für die Westtangente.

## Geschichte
Die Sihlfeldstrasse und die Weststrasse waren ab den 1970er-Jahren sehr stark befahren, da sie den südwärts rollenden Verkehr der Westtangente trugen. Zürich wurde erst von den Verkehrsmassen entlastet, nachdem 2009 die Westumfahrung eröffnet wurde. Im August 2010 wurden die Sihlfeldstrasse für den Durchgangsverkehr gesperrt und der Verkehr Richtung Süden auf die Seebahnstrasse verlegt. Um die Quartiere entlang der Sehfeldstrasse und der Weststrasse wohnlicher zu gestalten, wurden die Strasse im Rahmen des Projektes «Westumfahrung Zürich, Aufwertung der Quartiere» verkehrsberuhigt und zwei neue Plätze angelegt, der Brupbacherplatz und der Anny-Klawa-Platz. Auf den Plätzen wurden Kiesflächen angelegt, Bäume gesetzt und Sitzbänke montiert.